# Кішки (Самарська область)

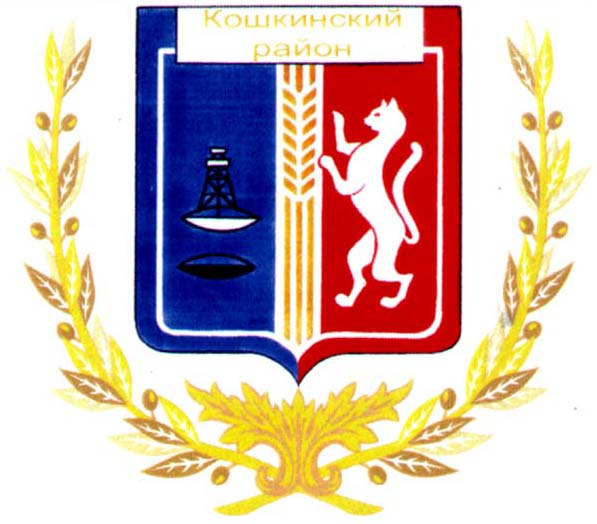
Герб села

Кішки — село на півночі Самарської області, адміністративний центр Кішкінського району.

## Етимологія
В основі назви села лежить тюркське слово «кіш». У залежності від конкретної мови воно може переводитися на російську як «ресторан», «курінь», «юрта», «повстяна намет» або «пастушачий стан». Слово «кішка» в тюркських мовах означає лисий пагорб.
У самому селі більш поширені міфологічні версії походження назви. Одна з них лягла в основу опису герба Кішкінського району, що включає
Колишня назва Кішок (Преображенська слобода) пов'язане із святом Свято-Преображення — одним з найважливіших свят православного християнства.

## Історія
Про тривалість перебування на кішкинскої землі людини свідчить ряд археологічних знахідок. Виявлені в околицях села два поселення і шість курганів епохи бронзи датуються серединою другого тисячоліття до н. е., а відкрите археологом Р. С. Багаутдіновим в 1987 році поховання вождів дозволяє зробити висновок про те, що три з половиною тисячі років тому кішкинський пагорб не тільки був мешкаємо, але й був одним з центрів союзу індоєвропейських землеробських племен.

## Транспорт
У 3,5 км від села знаходиться залізнична станція Погрузна (до станції ходить автобус № 1).

## Охорона здоров'я
Лікувальні установи в Кішках представлені ГБУЗ Самарської області «Кішкинською центральною районною лікарнею».

## Відомі уродженці
- Василівський Руслан Сергійович (1933—2011) — російський історик, археолог і етнограф. Доктор історичних наук, професор. Заслужений діяч науки РФ.
- Бічіна Тамара Іванівна (1925—2005) — радянський ентомолог, один з основоположників біологічних методів захисту рослин, старший науковий співробітник ВНДІ біологічних методів захисту рослин.

## ЗМІ

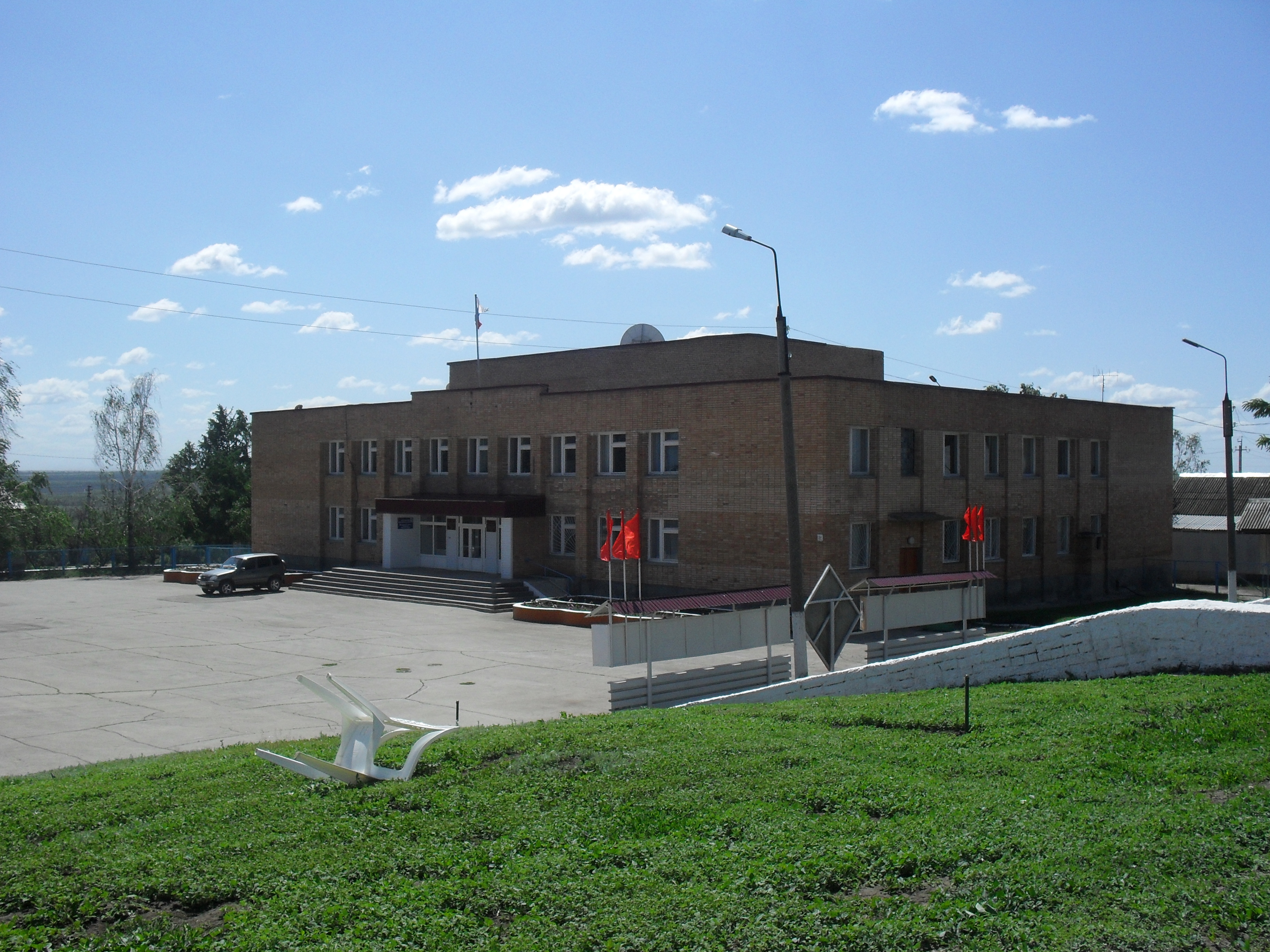
Адміністрація села
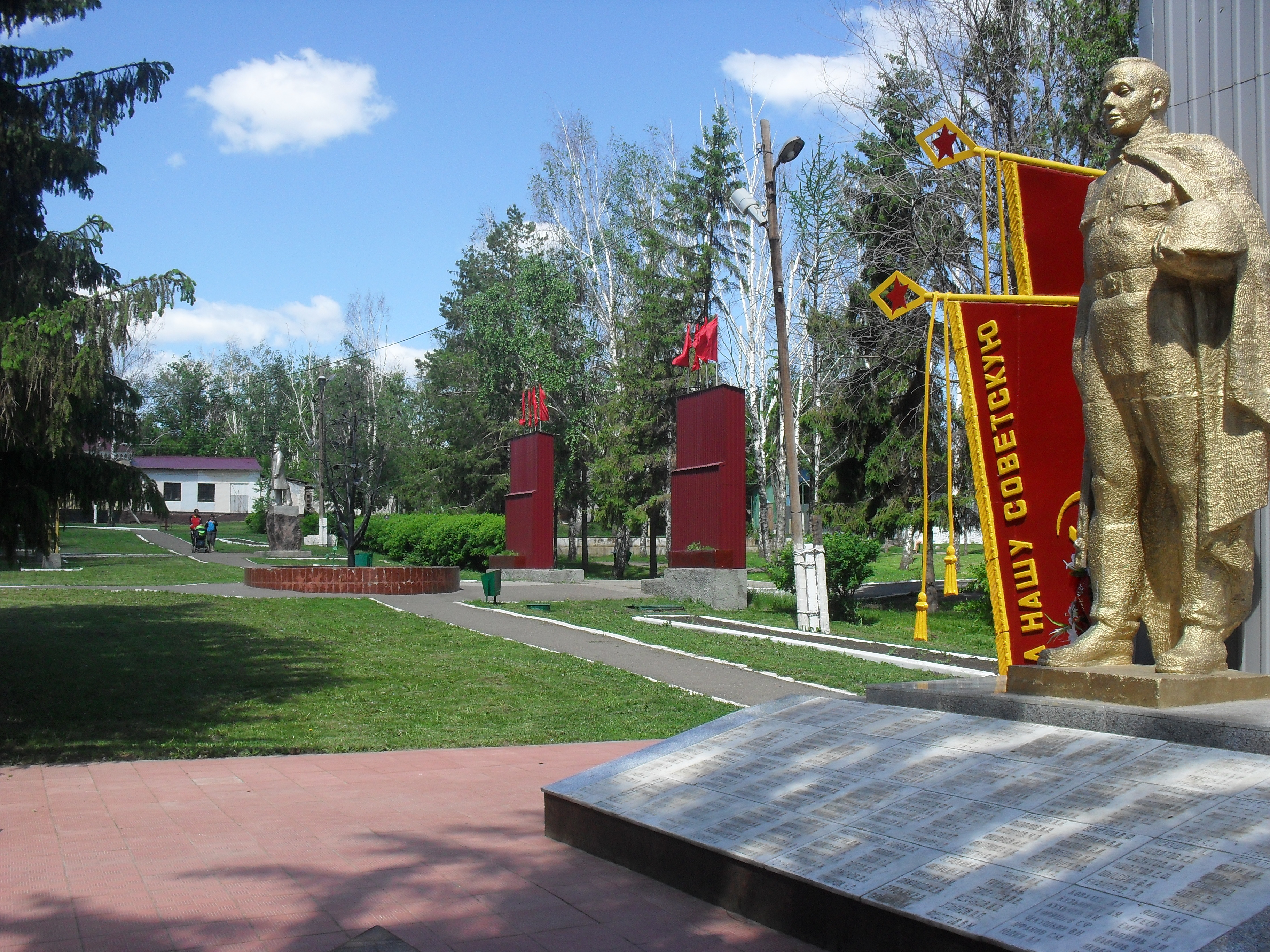
Парк